# Chris Gaines
Chris Gaines ist ein Pseudonym des US-amerikanischen Country-Sängers und Songschreibers Garth Brooks.
Im Jahr 1999 publizierte der erfolgreiche Country-Musiker Garth Brooks unter dem Pseudonym Chris Gaines ein experimentelles Pop-Album mit dem Titel In The Life Of Chris Gaines. Das Album wurde stark kritisiert, obwohl es sich etwa zwei Millionen Mal verkaufte. Es offenbarte eine musisch kreative Seite Garth Brooks’, war aber für seine Verhältnisse kein wirklicher kommerzieller Erfolg.
Chris Gaines wurde als fiktive Person eingeführt und mimt einen erfolgreichen Pop-Musiker, der nach 14 Jahren im Pop-Geschäft und sechs veröffentlichten Studio-Alben nun mit In The Life Of Chris Gaines ein Best-Of-Album herausbrachte.

## Verfilmung
Das Album sollte auf den im Jahre 2002 erscheinenden Film The Lamb vorbereiten, welcher das Leben Chris Gaines’ aus der Sicht der Medien erzählen sollte. Außerdem sollte es den Soundtrack dieses Films darstellen und dem Publikum die Musik des Hauptdarstellers näher bringen. Zu diesem Zweck wurde für die Film-Produktion eine Zusammenarbeit zwischen Brooks’ Red Strokes Productions und Paramount Pictures angestrebt. Der Film wurde nie produziert.